# Hữu Sào
Hữu Sào (chữ Hán 有巢) là tên một vị vua huyền thoại của Trung Quốc, một trong Ngũ Đế, theo sách Đế vương thế kỷ thì Hữu Sào là hậu duệ của Phục Hy thị.

## Những ghi chép trong sử sách
Theo Lễ ký và sách Tam Hoàng thiên kinh thì ông là một trong Tam Vương. Theo Cao Đài từ điển, Hữu là có, Sào là tổ chim.
Sách Hàn Phi tử - Ngũ Đế có viết:"thời thượng cổ người ít mà cầm thú thì nhiều, người không thắng nổi cầm thú, sâu bọ, rắn rết, có thánh nhân lấy cây làm tổ để giúp loài người tránh bị hại, vì vậy nhân dân nhắc đến tôn làm vua thiên hạ, lấy hiệu là Hữu Sào thị". Sau, ông còn dạy dân đốn gỗ làm giàn cất giác, lợp nhà, thế cho hang lỗ. Con người bấy giờ không phải ăn chung ở lộn với các loại cầm thú.
Nhờ có Hữu Sào, con người thoát khỏi cảnh ở hang lỗ.